# Ignacio Zaragoza, Ixhuatán
Ignacio Zaragoza är en ort i Mexiko.   Den ligger i kommunen Ixhuatán och delstaten Chiapas, i den sydöstra delen av landet, 700 km öster om huvudstaden Mexico City. Ignacio Zaragoza ligger 889 meter över havet och antalet invånare är 1 222.
Terrängen runt Ignacio Zaragoza är bergig österut, men västerut är den kuperad. Runt Ignacio Zaragoza är det ganska tätbefolkat, med 80 invånare per kvadratkilometer. Närmaste större samhälle är Rincón Chamula, 9,2 km söder om Ignacio Zaragoza. I omgivningarna runt Ignacio Zaragoza växer i huvudsak städsegrön lövskog.